# Dexter (Michigan)
Dexter é uma vila localizada no estado americano de Michigan, no Condado de Washtenaw.

## Demografia
Segundo o censo americano de 2000, a sua população era de 2338 habitantes.
Em 2006, foi estimada uma população de 3242, um aumento de 904 (38.7%).

## Geografia
De acordo com o United States Census Bureau tem uma área de
4,9 km², dos quais 4,9 km² cobertos por terra e 0,0 km² cobertos por água. Dexter localiza-se a aproximadamente 265 m acima do nível do mar.

## Localidades na vizinhança
O diagrama seguinte representa as localidades num raio de 16 km ao redor de Dexter.